# Sezon 2024/2025 w klubowej europejskiej piłce siatkowej mężczyzn
Artykuł stanowi zestawienie rozgrywek ligowych lub mistrzowskich najwyższej oraz drugiej klasy oraz pucharów i superpucharów organizowanych przez federacje zrzeszone w Europejskiej Konfederacji Piłki Siatkowej (CEV), a także rozgrywek regionalnych i europejskich pucharów w sezonie 2024/2025.
Ze względu na inwazję Rosji na Ukrainę od 1 marca 2022 roku federacje rosyjska i białoruska zostały zawieszone przez CEV.
W Andorze, Gibraltarze, Liechtensteinie, Monako, San Marino oraz na Malcie nie odbyły się żadne oficjalne seniorskie rozgrywki klubowe.

## Podsumowanie sezonu
obroniony tytuł z poprzedniego sezonu
Europejskie puchary
| Rozgrywki        | Zwycięzca                 | Zwycięzca |
| ---------------- | ------------------------- | --------- |
| Liga Mistrzów    | Sir Sicoma Monini Perugia | (więcej)  |
| Puchar CEV       | Ziraat Bank               | (więcej)  |
| Puchar Challenge | Bogdanka LUK Lublin       | (więcej)  |

Rozgrywki regionalne
| Rozgrywki               | Zwycięzca          | Zwycięzca |
| ----------------------- | ------------------ | --------- |
| Puchar BVA              | Arkas Spor         | (więcej)  |
| Liga Środkowoeuropejska | ACH Volley Lublana | (więcej)  |
| Liga bałtycka           | Bigbank Tartu      | (więcej)  |

Rozgrywki krajowe
| Państwo              | Mistrzostwo                 | Mistrzostwo | Zdobywca pucharu            | Zdobywca pucharu | Zdobywca superpucharu       | Zdobywca superpucharu |
| -------------------- | --------------------------- | ----------- | --------------------------- | ---------------- | --------------------------- | --------------------- |
| Albania              | Partizani Tirana            | (więcej)    | Partizani Tirana            | (więcej)         |                             |                       |
| Anglia               | London Giants               | (więcej)    | Essex Rebels                | (więcej)         |                             |                       |
| Armenia              | FIMA                        | (więcej)    | FIMA                        | (więcej)         |                             |                       |
| Austria              | Hypo Tirol Volleyballteam   | (więcej)    | Hypo Tirol Volleyballteam   | (więcej)         | Hypo Tirol Volleyballteam   | (więcej)              |
| Azerbejdżan          | Azerrail                    | (więcej)    | Xilasedici                  | (więcej)         |                             |                       |
| Belgia               | Knack Roeselare             | (więcej)    | Knack Roeselare             | (więcej)         | Decospan Volley Team Menen  | (więcej)              |
| Białoruś             | Szachtior Soligorsk         | (więcej)    | Szachtior Soligorsk         | (więcej)         | Eniergija Homel             | (więcej)              |
| Bośnia i Hercegowina | OK Napredak Odžak           | (więcej)    | HOK Magic Ice Domaljevac    | (więcej)         |                             |                       |
| Bułgaria             | Lewski Sofia                | (więcej)    | Lewski Sofia                | (więcej)         | Lewski Sofia                | (więcej)              |
| Chorwacja            | MOK Mursa Osijek            | (więcej)    | MOK Mursa Osijek            | (więcej)         |                             |                       |
| Cypr                 | Kuutio Homes Pafiakos Pafos | (więcej)    | Kuutio Homes Pafiakos Pafos | (więcej)         | Kuutio Homes Pafiakos Pafos | (więcej)              |
| Czarnogóra           | Budva                       | (więcej)    | Budva                       | (więcej)         | Budva                       | (więcej)              |
| Czechy               | VK Lvi Praha                | (więcej)    | VK Lvi Praha                | (więcej)         |                             |                       |
| Dania                | Odense Volleyball           | (więcej)    | Odense Volleyball           | (więcej)         |                             |                       |
| Estonia              | Bigbank Tartu               | (więcej)    | Pärnu VK                    | (więcej)         |                             |                       |
| Finlandia            | Akaa-Volley                 | (więcej)    | Akaa-Volley                 | (więcej)         |                             |                       |
| Francja              | Tours VB                    | (więcej)    | Tourcoing LM                | (więcej)         | Montpellier HSC VB          | (więcej)              |
| Grecja               | Panathinaikos AO            | (więcej)    | Olympiakos SFP ONEX         | (więcej)         | Olympiakos SFP ONEX         | (więcej)              |
| Grenlandia           | I-69                        | (więcej)    |                             |                  |                             |                       |
| Gruzja               | GTU                         | (więcej)    |                             |                  |                             |                       |
| Hiszpania            | CV Guaguas                  | (więcej)    | CV Guaguas                  | (więcej)         | CV Guaguas                  | (więcej)              |
| Holandia             | Orion Stars                 | (więcej)    | Orion Stars                 | (więcej)         | Orion Stars                 | (więcej)              |
| Irlandia             | Dalkey Devils               | (więcej)    | Dalkey Devils               | (więcej)         |                             |                       |
| Irlandia Północna    | Belfast Wolves              | (więcej)    | Belfast Wolves              | (więcej)         |                             |                       |
| Islandia             | KA                          | (więcej)    | KA                          | (więcej)         | Afturelding                 | (więcej)              |
| Izrael               | Maccabi Yaadim Tel Awiw     | (więcej)    | Maccabi Yaadim Tel Awiw     | (więcej)         |                             |                       |
| Kosowo               | KV Ferizaj                  | (więcej)    | KV Ferizaj                  | (więcej)         |                             |                       |
| Litwa                | Amber Volley                | (więcej)    | Elga Grafaitė S-Sportas     | (więcej)         |                             |                       |
| Luksemburg           | VC Stroossen                | (więcej)    | VC Stroossen                | (więcej)         | VC Stroossen                | (więcej)              |
| Łotwa                | Robežsardze/Rīga            | (więcej)    | Robežsardze/Rīga            | (więcej)         | SK Jēkabpils Lūši           | (więcej)              |
| Macedonia Północna   | OK Strumica 47&72           | (więcej)    | OK Sztip UGD                | (więcej)         |                             |                       |
| Mołdawia             | Speranța Vulcănești         | (więcej)    | DOR-UTM Kiszyniów           | (więcej)         |                             |                       |
| Niemcy               | Berlin Recycling Volleys    | (więcej)    | Berlin Recycling Volleys    | (więcej)         |                             |                       |
| Norwegia             | TIF Viking                  | (więcej)    | IL Koll                     | (więcej)         |                             |                       |
| Polska               | Bogdanka LUK Lublin         | (więcej)    | JSW Jastrzębski Węgiel      | (więcej)         | Aluron CMC Warta Zawiercie  | (więcej)              |
| Portugalia           | Sporting CP                 | (więcej)    | SL Benfica                  | (więcej)         | Sporting CP                 | (więcej)              |
| Rosja                | Zenit Kazań                 | (więcej)    | Dinamo Moskwa               | (więcej)         | Zenit Kazań                 | (więcej)              |
| Rumunia              | Dinamo Bukareszt            | (więcej)    | Corona Brașov               | (więcej)         | Rapid Bukareszt             | (więcej)              |
| Serbia               | Radnički Kragujevac         | (więcej)    | Radnički Kragujevac         | (więcej)         | Crvena zvezda Belgrad       | (więcej)              |
| Słowacja             | VKP FTVŠ UK Bratislava      | (więcej)    | VKP FTVŠ UK Bratislava      | (więcej)         |                             |                       |
| Słowenia             | ACH Volley Lublana          | (więcej)    | ACH Volley Lublana          | (więcej)         |                             |                       |
| Szkocja              | City of Glasgow Ragazzi     | (więcej)    | City of Glasgow Ragazzi     | (więcej)         |                             |                       |
| Szwajcaria           | Volley Amriswil             | (więcej)    | Volley Amriswil             | (więcej)         | Volley Amriswil             | (więcej)              |
| Szwecja              | Floby VK                    | (więcej)    |                             |                  | Hylte/Halmstad VBK          | (więcej)              |
| Turcja               | Ziraat Bankkart             | (więcej)    | Fenerbahçe Medicana         | (więcej)         | Arkas Spor                  | (więcej)              |
| Ukraina              | Epicentr-Podolany Horodok   | (więcej)    | Epicentr-Podolany Horodok   | (więcej)         | Epicentr-Podolany Horodok   | (więcej)              |
| Węgry                | MÁV Előre Foxconn           | (więcej)    | MÁV Előre Foxconn           | (więcej)         |                             |                       |
| Włochy               | Itas Trentino               | (więcej)    | Cucine Lube Civitanova      | (więcej)         | Sir Susa Vim Perugia        | (więcej)              |
| Wyspy Owcze          | Mjølnir                     | (więcej)    | Mjølnir                     | (więcej)         | SÍ                          | (więcej)              |

## Europejskie puchary i rozgrywki regionalne

### Europejskie puchary
| Nazwa rozgrywek  | I miejsce                 | II miejsce                 | Tytuł | Poprzedni tytuł | *     |
| ---------------- | ------------------------- | -------------------------- | ----- | --------------- | ----- |
| Liga Mistrzów    | Sir Sicoma Monini Perugia | Aluron CMC Warta Zawiercie | 1.    | —               | [ 1 ] |
| Puchar CEV       | Ziraat Bank               | Asseco Resovia Rzeszów     | 1.    | —               | [ 2 ] |
| Puchar Challenge | Bogdanka LUK Lublin       | Cucine Lube Civitanova     | 1.    | —               | [ 3 ] |

### Rozgrywki regionalne
| Nazwa rozgrywek         | I miejsce          | II miejsce              | Tytuł | Poprzedni tytuł | *     |
| ----------------------- | ------------------ | ----------------------- | ----- | --------------- | ----- |
| Puchar BVA              | Arkas Spor         | Beroe 2016 Stara Zagora | 1.    | —               | [ 4 ] |
| Liga Środkowoeuropejska | ACH Volley Lublana | HAOK Mladost Zagrzeb    | 14.   | 2022/2023       | [ 5 ] |
| Cronimet liiga          | Bigbank Tartu      | Pärnu VK                | 6.    | 2022/2023       | [ 6 ] |

## Rozgrywki krajowe

### Rozgrywki ligowe / mistrzowskie
| Państwo              | Oficjalna nazwa rozgrywek          | I miejsce                   | II miejsce                       | Tytuł | Poprzedni tytuł | *      |
| -------------------- | ---------------------------------- | --------------------------- | -------------------------------- | ----- | --------------- | ------ |
| Albania              | Superliga                          | Partizani Tirana            | Skënderbeu Korcza                | 17.   | 2023/2024       | [ 7 ]  |
| Albania · Kosowo     | Liga Gjergj Kastrioti              | Partizani Tirana            | Skënderbeu Korcza                | 2.    | 2023/2024       | [ 8 ]  |
| Anglia               | Dynamik Super League               | London Giants               | Essex Rebels                     | 1.    | —               | [ 9 ]  |
| Armenia              | Pro League                         | FIMA                        | Giumri                           | 14.   | 2021            | [ 10 ] |
| Austria              | powerfusion Volley League          | Hypo Tirol Volleyballteam   | TSV Raiffeisen Hartberg          | 13.   | 2023/2024       | [ 11 ] |
| Azerbejdżan          | Yüksək Liqa                        | Azerrail                    | Murov Az Terminal                | 2.    | 2023/2024       | [ 12 ] |
| Belgia               | Lotto Volley League                | Knack Roeselare             | Volley Haasrode Leuven           | 16.   | 2023/2024       | [ 13 ] |
| Belgia · Holandia    | BeNe Conference                    | Knack Roeselare             | Volley Haasrode Leuven           | 1.    | —               | [ 14 ] |
| Białoruś             | Wyszejszaja liha                   | Szachtior Soligorsk         | Stolica Mińsk                    | 9.    | 2023/2024       | [ 15 ] |
| Bośnia i Hercegowina | Premijer liga                      | OK Napredak Odžak           | HOK Magic Ice Domaljevac         | 3.    | 2007            | [ 16 ] |
| Bułgaria             | efbet Super Volley                 | Lewski Sofia                | Łokomotiw Awia Płowdiw           | 17.   | 2023/2024       | [ 17 ] |
| Chorwacja            | Superliga                          | MOK Mursa Osijek            | HAOK Mladost Zagrzeb             | 1.    | —               | [ 18 ] |
| Cypr                 | Protatlima OPAP A΄ katigorias      | Kuutio Homes Pafiakos Pafos | Omonia Nikozja                   | 5.    | 2017/2018       | [ 19 ] |
| Czarnogóra           | EPCG Superliga                     | Budva                       | Budućnost Podgorica              | 7.    | 2023/2024       | [ 20 ] |
| Czechy               | ČEZ extraliga                      | VK Lvi Praha                | VK ČEZ Karlovarsko               | 2.    | 2022/2023       | [ 21 ] |
| Dania                | VolleyLigaen                       | Odense Volleyball           | Gentofte Volley                  | 3.    | 2023/2024       | [ 22 ] |
| Estonia              | Eesti meistrivõistlused            | Bigbank Tartu               | Barrus Võru VK                   | 6.    | 2022            | [ 23 ] |
| Finlandia            | Mestaruusliiga                     | Akaa-Volley                 | Hurrikaani-Loimaa                | 1.    | —               | [ 24 ] |
| Francja              | Marmara SpikeLigue                 | Tours VB                    | Montpellier HSC VB               | 10.   | 2022/2023       | [ 25 ] |
| Grecja               | Volley League                      | Panathinaikos AO            | Olympiakos SFP ONEX              | 21.   | 2021/2022       | [ 26 ] |
| Grenlandia           | GM                                 | I-69                        | GSS                              | 1.    | —               | [ 27 ] |
| Gruzja               | Umaglesi Liga                      | GTU                         | Gori                             | bd.   | 2023/2024       | [ 28 ] |
| Hiszpania            | Superliga                          | CV Guaguas                  | Grupo Herce Soria                | 4.    | 2023/2024       | [ 29 ] |
| Holandia             | BetCity Eredivisie                 | Orion Stars                 | Nova Tech Lycurgus               | 4.    | 2023/2024       | [ 30 ] |
| Irlandia             | Premier Division                   | Dalkey Devils               | UCD                              | 1.    | —               | [ 31 ] |
| Irlandia Północna    | Premier League                     | Belfast Wolves              | Ballymoney Blaze                 | 1.    | —               | [ 32 ] |
| Irlandia Północna    | Playoffs                           | Belfast Wolves              | Aztecs Eagles                    | 1.    | —               | [ 33 ] |
| Islandia             | Unbrokendeild                      | KA                          | Þróttur Reykjavík                | 8.    | 2018/2019       | [ 34 ] |
| Islandia             | Úrslitakeppni                      | KA                          | Þróttur Reykjavík                | 8.    | 2022/2023       | [ 35 ] |
| Izrael               | Superliga                          | Maccabi Yaadim Tel Awiw     | Hapoel Galil Matte Aszer/Akka    | 16.   | 2023/2024       | [ 36 ] |
| Kosowo               | Raiffeisen Superliga A             | KV Ferizaj                  | KV Drita                         | 2.    | 2019/2020       | [ 37 ] |
| Litwa                | Meistro kodas Lietuvos čempionatas | Amber Volley                | Elga Grafaitė S-Sportas          | 5.    | 2023/2024       | [ 38 ] |
| Luksemburg           | National League                    | VC Stroossen                | Volley Bartreng                  | 19.   | 2023/2024       | [ 39 ] |
| Łotwa                | Optibet Latvijas čempionāts        | Robežsardze/Rīga            | Ezerzeme/Daugavpils Universitāte | 12.   | 2017            | [ 40 ] |
| Macedonia Północna   | Prwa liga                          | OK Strumica 47&72           | OK Sztip UGD                     | 12.   | 2023/2024       | [ 41 ] |
| Mołdawia             | Campionatul Moldovei               | Speranța Vulcănești         | DOR-UTM Kiszyniów                | 2.    | 2009/2010       | [ 42 ] |
| Niemcy               | 1. Bundesliga                      | Berlin Recycling Volleys    | SVG Lüneburg                     | 15.   | 2023/2024       | [ 43 ] |
| Norwegia             | Mizunoligaen                       | TIF Viking                  | IL Koll                          | 17.   | 2022/2023       | [ 44 ] |
| Polska               | PlusLiga                           | Bogdanka LUK Lublin         | Aluron CMC Warta Zawiercie       | 1.    | —               | [ 45 ] |
| Portugalia           | Liga Una Seguros                   | Sporting CP                 | SL Benfica                       | 7.    | 2017/2018       | [ 46 ] |
| Rosja                | PARI Superliga                     | Zenit Kazań                 | Zenit Petersburg                 | 13.   | 2023/2024       | [ 47 ] |
| Rumunia              | Divizia A1                         | Dinamo Bukareszt            | Corona Brașov                    | 19.   | 1994/1995       | [ 48 ] |
| Serbia               | BPŠ Superliga                      | Radnički Kragujevac         | Vojvodina Mozzart Nowy Sad       | 3.    | 2009/2010       | [ 49 ] |
| Słowacja             | Niké Extraliga                     | VKP FTVŠ UK Bratislava      | Rieker UJS Komárno               | 13.   | 2022/2023       | [ 50 ] |
| Słowenia             | Sportklub prva odbojkarska liga    | ACH Volley Lublana          | Alpacem Kanal                    | 21.   | 2023/2024       | [ 51 ] |
| Szkocja              | Premier League                     | City of Glasgow Ragazzi     | NUVOC                            | 15.   | 2023/2024       | [ 52 ] |
| Szwajcaria           | Nationalliga A                     | Volley Amriswil             | Volley Schönenwerd               | 6.    | 2021/2022       | [ 53 ] |
| Szwecja              | Elitserien                         | Floby VK                    | Hylte/Halmstad VBK               | 3.    | 1996/1997       | [ 54 ] |
| Turcja               | SMS Grup Efeler Ligi               | Ziraat Bankkart             | Galatasaray HDI Sigorta          | 4.    | 2022/2023       | [ 55 ] |
| Ukraina              | Superliga                          | Epicentr-Podolany Horodok   | Żytyczi-Polissia Żytomierz       | 2.    | 2021/2022       | [ 56 ] |
| Węgry                | NB I Extraliga                     | MÁV Előre Foxconn           | Fino Kaposvár                    | 1.    | —               | [ 57 ] |
| Włochy               | Superlega Credem Banca             | Itas Trentino               | Cucine Lube Civitanova           | 6.    | 2022/2023       | [ 58 ] |
| Wyspy Owcze          | Polestar-deildin                   | Mjølnir                     | SÍ                               | 15.   | 2023/2024       | [ 59 ] |

### Rozgrywki pucharowe
| Państwo                | Rozgrywki           | I miejsce                   | II miejsce                       | Tytuł | Poprzedni tytuł | *       |
| ---------------------- | ------------------- | --------------------------- | -------------------------------- | ----- | --------------- | ------- |
| Albania                | Puchar              | Partizani Tirana            | Tirana                           | 15.   | 2023/2024       | [ 60 ]  |
| Albania                | Puchar FSHV         | Partizani Tirana            | Tirana                           | bd.   | brak danych     | [ 61 ]  |
| Anglia                 | Puchar              | Essex Rebels                | Malory Eagles UEL                | 1.    | —               | [ 62 ]  |
| Armenia                | Puchar              | FIMA                        | Giumri                           | bd.   | 2021            | [ 63 ]  |
| Austria                | Puchar              | Hypo Tirol Volleyballteam   | SK Zadruga Aich/Dob              | 7.    | 2022/2023       | [ 64 ]  |
| Austria                | Superpuchar         | Hypo Tirol Volleyballteam   | SK Zadruga Aich/Dob              | 2.    | 2023            | [ 65 ]  |
| Azerbejdżan            | Puchar              | Xilasedici                  | Azerrail                         | 1.    | —               | [ 66 ]  |
| Belgia                 | Puchar              | Knack Roeselare             | Decospan Volley Team Menen       | 17.   | 2023/2024       | [ 67 ]  |
| Belgia                 | Superpuchar         | Decospan Volley Team Menen  | Knack Roeselare                  | 1.    | —               | [ 68 ]  |
| Belgia · Holandia      | BeNe Cup            | Knack Roeselare             | Orion Stars                      | 1.    | —               | [ 69 ]  |
| Białoruś               | Puchar              | Szachtior Soligorsk         | Eniergija Homel                  | 7.    | 2023            | [ 70 ]  |
| Białoruś               | Superpuchar         | Eniergija Homel             | Szachtior Soligorsk              | 1.    | —               | [ 71 ]  |
| Bośnia i Hercegowina   | Puchar              | HOK Magic Ice Domaljevac    | OK Napredak Odžak                | 1.    | —               | [ 72 ]  |
| Bułgaria               | Puchar              | Lewski Sofia                | Montana                          | 15.   | 2013/2014       | [ 73 ]  |
| Bułgaria               | Superpuchar         | Lewski Sofia                | Deja sport Burgas                | 2.    | 2023            | [ 74 ]  |
| Chorwacja              | Puchar              | MOK Mursa Osijek            | HAOK Mladost Zagrzeb             | 4.    | 2022/2023       | [ 75 ]  |
| Cypr                   | Puchar              | Kuutio Homes Pafiakos Pafos | Anorthosis Famagusta             | 5.    | 2016/2017       | [ 76 ]  |
| Cypr                   | Superpuchar         | Kuutio Homes Pafiakos Pafos | Omonia Nikozja                   | 4.    | 2008            | [ 77 ]  |
| Czarnogóra             | Puchar              | Budva                       | Budućnost Podgorica              | 7.    | 2023/2024       | [ 78 ]  |
| Czarnogóra             | Superpuchar         | Budva                       | Jedinstvo Bijelo Polje           | 1.    | —               | [ 79 ]  |
| Czechy                 | Puchar              | VK Lvi Praha                | VK ČEZ Karlovarsko               | 1.    | —               | [ 80 ]  |
| Dania                  | Puchar              | Odense Volleyball           | Gentofte Volley                  | 3.    | 2023/2024       | [ 81 ]  |
| Estonia                | Puchar              | Pärnu VK                    | Bigbank Tartu                    | 13.   | 2016            | [ 82 ]  |
| Estonia · Łotwa        | Superpuchar Bałtyku | Bigbank Tartu               | SK Jēkabpils Lūši                | 1.    | —               | [ 83 ]  |
| Finlandia              | Puchar              | Akaa-Volley                 | Hurrikaani-Loimaa                | 1.    | —               | [ 84 ]  |
| Francja                | Puchar              | Tourcoing LM                | Montpellier HSC VB               | 2.    | 2017/2018       | [ 85 ]  |
| Francja                | Superpuchar         | Montpellier HSC VB          | Saint-Nazaire VBA                | 2.    | 2022            | [ 86 ]  |
| Grecja                 | Puchar              | Olympiakos SFP ONEX         | PAOK F&U                         | 18.   | 2023/2024       | [ 87 ]  |
| Grecja                 | Puchar Ligi         | Olympiakos SFP ONEX         | PAOK                             | 7.    | 2018/2019       | [ 88 ]  |
| Grecja                 | Superpuchar         | Olympiakos SFP ONEX         | AONS Milon                       | 3.    | 2010            | [ 89 ]  |
| Hiszpania              | Puchar Króla        | CV Guaguas                  | Conectabalear CV Manacor         | 3.    | 2024            | [ 90 ]  |
| Hiszpania              | Superpuchar         | CV Guaguas                  | Unicaja Costa de Almería         | 3.    | 2023            | [ 91 ]  |
| Hiszpania · Portugalia | Puchar Iberyjski    | Sporting CP                 | SL Benfica                       | 1.    | —               | [ 92 ]  |
| Holandia               | Puchar              | Orion Stars                 | Draisma Dynamo                   | 5.    | 2023/2024       | [ 93 ]  |
| Holandia               | Superpuchar         | Orion Stars                 | Numidia VC Limax                 | 4.    | 2019            | [ 94 ]  |
| Irlandia               | Puchar              | Dalkey Devils               | TCD                              | 1.    | —               | [ 95 ]  |
| Irlandia Północna      | Puchar              | Belfast Wolves              | QUB Aces                         | 2.    | 2024            | [ 96 ]  |
| Irlandia Północna      | Puchar Ligi         | Ballymoney Blaze            | Belfast Wolves                   | 2.    | 2023            | [ 97 ]  |
| Islandia               | Puchar              | KA                          | Þróttur Reykjavík                | 10.   | 2018/2019       | [ 98 ]  |
| Islandia               | Superpuchar         | Afturelding                 | Hamar                            | 1.    | —               | [ 99 ]  |
| Izrael                 | Puchar              | Maccabi Yaadim Tel Awiw     | Maccabi Mosinzon Hod ha-Szaron   | 11.   | 2024            | [ 100 ] |
| Kosowo                 | Puchar              | KV Ferizaj                  | KV Drita                         | 2.    | 2020            | [ 101 ] |
| Kosowo                 | Puchar FVK          | KV Ferizaj                  | KV Peja                          | bd.   | 2021            | [ 102 ] |
| Litwa                  | Puchar              | Elga Grafaitė S-Sportas     | Alytaus Ultra                    | 6.    | 2022/2023       | [ 103 ] |
| Luksemburg             | Puchar              | VC Stroossen                | VC Fentange                      | 17.   | 2023/2024       | [ 104 ] |
| Luksemburg             | Superpuchar         | VC Stroossen                | VB Echternach                    | 3.    | 2023            | [ 105 ] |
| Łotwa                  | Puchar              | Robežsardze/Rīga            | SK Jēkabpils Lūši                | 9.    | 2022            | [ 106 ] |
| Łotwa                  | Superpuchar         | SK Jēkabpils Lūši           | Ezerzeme/Daugavpils Universitāte | 3.    | 2021/2022       | [ 107 ] |
| Macedonia Północna     | Puchar              | OK Sztip UGD                | OK Strumica 47&72                | 2.    | 2024            | [ 108 ] |
| Mołdawia               | Puchar              | DOR-UTM Kiszyniów           | Speranța Vulcănești              | 2.    | 2022            | [ 109 ] |
| Niemcy                 | Puchar              | Berlin Recycling Volleys    | SWD powervolleys Düren           | 8.    | 2023/2024       | [ 110 ] |
| Niemcy                 | Puchar Ligi         | Berlin Recycling Volleys    | VfB Friedrichshafen              | 3.    | 2023            | [ 111 ] |
| Norwegia               | Puchar / NM         | IL Koll                     | BK Tromsø                        | 2.    | 2023/2024       | [ 112 ] |
| Polska                 | Puchar              | JSW Jastrzębski Węgiel      | Aluron CMC Warta Zawiercie       | 2.    | 2009/2010       | [ 113 ] |
| Polska                 | Superpuchar         | Aluron CMC Warta Zawiercie  | Jastrzębski Węgiel               | 1.    | —               | [ 114 ] |
| Portugalia             | Puchar              | SL Benfica                  | Leixões SC/Mercainox             | 21.   | 2022/2023       | [ 115 ] |
| Portugalia             | Superpuchar         | Sporting CP                 | SL Benfica                       | 4.    | 1993            | [ 116 ] |
| Rosja                  | Puchar              | Dinamo Moskwa               | Zenit Kazań                      | 4.    | 2020            | [ 117 ] |
| Rosja                  | Puchar Legend       | Dinamo Moskwa               | Zenit Kazań                      | 1.    | —               | [ 118 ] |
| Rosja                  | Superpuchar         | Zenit Kazań                 | Dinamo Moskwa                    | 10.   | 2023            | [ 119 ] |
| Rumunia                | Puchar              | Corona Brașov               | SCM Zalău                        | 1.    | —               | [ 120 ] |
| Rumunia                | Superpuchar         | Rapid Bukareszt             | Corona Brașov                    | 1.    | —               | [ 121 ] |
| Serbia                 | Puchar              | Radnički Kragujevac         | Partizan Coptech Belgrad         | 2.    | 2007/2008       | [ 122 ] |
| Serbia                 | Superpuchar         | Crvena zvezda Belgrad       | Vojvodina Mozzart Nowy Sad       | 6.    | 2016            | [ 123 ] |
| Słowacja               | Puchar              | VKP FTVŠ UK Bratislava      | TJ Spartak Myjava                | 10.   | 2023/2024       | [ 124 ] |
| Słowenia               | Puchar              | ACH Volley Lublana          | OK i-Vent Maribor                | 15.   | 2022/2023       | [ 125 ] |
| Szkocja                | Puchar              | City of Glasgow Ragazzi     | City of Edinburgh                | 13.   | 2022/2023       | [ 126 ] |
| Szwajcaria             | Puchar              | Volley Amriswil             | Chênois Genève Volleyball        | 9.    | 2023/2024       | [ 127 ] |
| Szwajcaria             | Superpuchar         | Volley Amriswil             | Volley Schönenwerd               | 6.    | 2022            | [ 128 ] |
| Szwecja                | Grand Prix          | Floby VK                    | Habo Wolley                      | 1.    | —               | [ 129 ] |
| Szwecja                | Superpuchar         | Hylte/Halmstad VBK          | Floby VK                         | 2.    | 2023            | [ 130 ] |
| Turcja                 | Puchar              | Fenerbahçe Medicana         | Halkbank                         | 5.    | 2018/2019       | [ 131 ] |
| Turcja                 | Superpuchar         | Arkas Spor                  | Halkbank                         | 1.    | —               | [ 132 ] |
| Ukraina                | Puchar              | Epicentr-Podolany Horodok   | MHP-Ładyżyn-SzWSM-Kołos Winnica  | 2.    | 2023/2024       | [ 133 ] |
| Ukraina                | Superpuchar         | Epicentr-Podolany Horodok   | Żytyczi-Polissia Żytomierz       | 2.    | 2023            | [ 134 ] |
| Węgry                  | Puchar              | MÁV Előre Foxconn           | GreenPlan-VRCK                   | 1.    | —               | [ 135 ] |
| Włochy                 | Puchar              | Cucine Lube Civitanova      | Rana Verona                      | 8.    | 2020/2021       | [ 136 ] |
| Włochy                 | Superpuchar         | Sir Susa Vim Perugia        | Itas Trentino                    | 6.    | 2023            | [ 137 ] |
| Wyspy Owcze            | Puchar              | Mjølnir                     | Fleyr                            | 8.    | 2023            | [ 138 ] |
| Wyspy Owcze            | Superpuchar         | SÍ                          | Mjølnir                          | 2.    | 2020            | [ 139 ] |

### Rozgrywki drugiego poziomu
| Państwo              | Oficjalna nazwa rozgrywek                  | I miejsce                    | II miejsce                        | *               |
| -------------------- | ------------------------------------------ | ---------------------------- | --------------------------------- | --------------- |
| Anglia               | Division 1                                 | Leeds Gorse                  | Black Country                     | [ 140 ] [ 141 ] |
| Anglia               | Tarcza                                     | Wessex                       | Coventry & Warwick Riga           | [ 62 ]          |
| Armenia              | 1. Liga                                    | IBT                          | Nor-Nork                          | [ 142 ]         |
| Austria              | Austrian Volley League 2 (I faza, grupa 1) | hotVolleys Wien              | UNIONvolleys Bisamberg-Hollabrunn | [ 143 ] [ 144 ] |
| Austria              | Austrian Volley League 2 (I faza, grupa 2) | UVC Holding Graz 2           | SK Zadruga Aich/Dob 2             | [ 145 ]         |
| Austria              | Austrian Volley League 2 (II faza)         | UVC Holding Graz 2           | SK Zadruga Aich/Dob 2             | [ 146 ]         |
| Belgia               | Nationale 1                                | Hellvoc Hemiksem-Schelle     | VT Marke-Webis Wevelgem           | [ 147 ]         |
| Białoruś             | I liga                                     | Borisow-BGUFK 2              | Gazowik Homel                     | [ 148 ]         |
| Bośnia i Hercegowina | Superliga Federacji Bośni i Hercegowiny    | OK Ilidža                    | MOK Jedinstvo Brčko               | [ 149 ] [ 150 ] |
| Bośnia i Hercegowina | I liga Republiki Serbskiej                 | OK Tempo Ražljevo            | OK Gacko                          | [ 151 ]         |
| Bułgaria             | Wyższa liga                                | Sławia Sofia                 | Minjor Pernik                     | [ 152 ]         |
| Bułgaria             | Puchar Wyższej ligi                        | Etropole                     | Rodopa Smolan                     | [ 153 ]         |
| Chorwacja            | 1. liga                                    | HAOK Mladost Zagrzeb II      | OK Medicinar Trnje                | [ 154 ] [ 155 ] |
| Cypr                 | Protatlima OPAP B΄ katigorias              | Olimpiada Neapolis           | Olympias Frenaros                 | [ 156 ] [ 157 ] |
| Cypr                 | Puchar kategorii B                         | Olimpiada Neapolis           | Olympias Frenaros                 | [ 158 ]         |
| Czechy               | 1. liga                                    | TJ Sokol Bučovice            | TJ Sokol Dobřichovice             | [ 159 ]         |
| Dania                | 1. division Øst                            | Amager Volley 2              | VLI                               | [ 160 ]         |
| Dania                | 1. division Vest                           | Randers VK                   | Aalborg Volley                    | [ 161 ]         |
| Estonia              | I Liiga                                    | Tallinna Ülikool             | Eesti Maaülikool/Structura        | [ 162 ]         |
| Finlandia            | 1-sarja                                    | Kuortaneen valmennuskeskus   | Oulun Kisko                       | [ 163 ]         |
| Francja              | Ligue B                                    | GFC Ajaccio                  | Fréjus Var Volley                 | [ 25 ]          |
| Grecja               | Pre League                                 | AO Kalamata 80               | Panionios GSS                     | [ 164 ] [ 165 ] |
| Gruzja               | Erownuli Liga 1                            | Telawi                       | Tori                              | [ 166 ]         |
| Hiszpania            | Superliga 2                                | UC3M Voleibol Leganés        | Textil Santanderina               | [ 167 ]         |
| Hiszpania            | Puchar Księcia                             | Textil Santanderina          | CV Roquetes                       | [ 168 ]         |
| Holandia             | Superdivisie                               | Peelpush                     | Taurus                            | [ 169 ] [ 170 ] |
| Irlandia             | Division 1                                 | Balbriggan Eagles            | Tallaght Rockets                  | [ 171 ]         |
| Irlandia             | Tarcza                                     | Tallaght Rockets             | Kildare                           | [ 95 ]          |
| Irlandia Północna    | Division 1                                 | Belfast Wolves 2             | Garvagh Phoenix                   | [ 32 ]          |
| Islandia             | 1. deild/U-20                              | Þróttur Neskaupstað U-20     | KA U-20                           | [ 172 ]         |
| Izrael               | Liga Leumit                                | Hapoel Galil Kefar Sawa      | Elitzur Natan Aszkelon            | [ 173 ]         |
| Izrael               | Puchar Federacji                           | Hapoel Galil Kefar Sawa      | Elitzur Kefar Sawa                | [ 174 ]         |
| Kosowo               | Superliga B                                | KV Vëllaznimi                | KV Feronikeli                     | [ 175 ]         |
| Litwa                | Lietuvos čempionatas – B pogrupis          | Sūduva                       | Vilnius Tech                      | [ 38 ]          |
| Luksemburg           | Division 1                                 | Volley Bartreng 2            | VB Amber-Lënster                  | [ 176 ]         |
| Luksemburg           | Puchar FLVB                                | VC Lorentzweiler 2           | VB Amber-Lënster 2                | [ 177 ]         |
| Łotwa                | Nacionālā līga                             | Elga Grafaitė S-Sportas      | Amber Volley                      | [ g ] [ 178 ]   |
| Niemcy               | 2. Bundesliga Nord                         | SV Warnemünde                | TSV Giesen Grizzlys II            | [ 179 ] [ 180 ] |
| Niemcy               | 2. Bundesliga Süd                          | Blue Volleys Gotha           | TuS Kriftel                       | [ 181 ] [ 180 ] |
| Norwegia             | 1. divisjon                                | TIF Viking 2                 | NTNUI 2                           | [ 182 ]         |
| Polska               | PLS 1. Liga                                | CHKS Chełm                   | KKS Mickiewicz Kluczbork          | [ 183 ]         |
| Portugalia           | II Divisão                                 | Clube Kairós                 | GC Santo Tirso                    | [ 184 ]         |
| Rosja                | Wysszaja liga «A»                          | Jarosławicz Jarosław         | Tiumeń                            | [ 185 ]         |
| Rumunia              | Divizia A2 Est                             | CSM Râmnicu Sărat            | CSM București                     | [ 186 ]         |
| Rumunia              | Divizia A2 Vest                            | CS UV Timișoara              | ACS Pro Volley Oradea             | [ 187 ]         |
| Rumunia              | Turneu Promovare Divizia A1                | CS UV Timișoara              | CSM București                     | [ 188 ]         |
| Serbia               | BPŠ Prva liga                              | VGSK Veliko Gradište         | Novi Sad Maneks                   | [ 189 ]         |
| Słowacja             | 1. liga                                    | SŠŠ Volejbal Trenčín         | VolleyTeam Prievidza              | [ 190 ] [ 191 ] |
| Słowenia             | 2. DOL                                     | OK Hoče                      | OK Triglav Kranj                  | [ 192 ]         |
| Szkocja              | Division One                               | Forza Ragazzi                | Lenzie                            | [ 193 ] [ 194 ] |
| Szkocja              | Tarcza                                     | Volleyball Aberdeen Vortex   | Lenzie                            | [ 126 ]         |
| Szwajcaria           | Nationalliga B                             | TSV Jona Volleyball 2        | VBC Servette Star-Onex            | [ 195 ]         |
| Szwecja              | Division 1 Norra                           | Jomala IK                    | Hästhagen IF                      | [ 196 ]         |
| Szwecja              | Division 1 Södra                           | Habo Wolley B                | Linköpings VC                     | [ 197 ]         |
| Turcja               | Pizza Hut Erkekler 1. Ligi                 | Gebze Belediyesi             | İBB Spor                          | [ 198 ] [ 199 ] |
| Ukraina              | Wyszcza liha                               | Bachmut-SzWSM                | Olurtrans-ŁNTU                    | [ 200 ]         |
| Węgry                | Nemzeti Bajnokság II                       | Szolnoki Sportcentrum        | Eszterházy SC                     | [ 201 ]         |
| Włochy               | Serie A2 Credem Banca                      | MA Acqua S.Bernardo Cuneo    | Gruppo Consoli Sferc Brescia      | [ 202 ]         |
| Włochy               | Puchar Serie A2                            | Gruppo Consoli Sferc Brescia | Tinet Prata di Pordenone          | [ 203 ]         |
| Włochy               | Superpuchar Serie A2                       | MA Acqua S.Bernardo Cuneo    | Gruppo Consoli Sferc Brescia      | [ 204 ]         |